# Nữ Nhi Quốc
Nữ Nhi Quốc (chữ Hán: 女儿国) là một quốc gia chỉ tồn tại trong tiểu thuyết hoặc truyền thuyết mà trong đó chỉ có nữ giới chứ không có nam giới. Trên thực tế, tên gọi này một cách không chính thức thường dùng để chỉ đến một quốc gia, dân tộc hoặc bộ tộc nơi phụ nữ thống trị và thực hiện chế độ mẫu hệ đi kèm bởi mẫu quyền. Tuy nhiên, trong lịch sử, mặc dù đã từng có rất nhiều xã hội mẫu hệ, thậm chí ở vài nơi còn tồn tại cho đến ngày nay, nhưng chưa có một bằng chứng lịch sử rõ ràng nào cho thấy một xã hội mẫu quyền thật sự từng tồn tại, hầu hết thấy được rằng dù trong xã hội mẫu hệ, thì người đàn ông thông thường vẫn có quyền lực quan trọng hơn hoặc ngang với người phụ nữ.

## Trong sử thư
- Đông Nữ Quốc
- Tây Nữ Quốc

## Trong cổ thư
- Nữ Nhi Quốc trong Sơn Hải Kinh

## Trong tiểu thuyết
- Tây Lương nữ quốc trong Tây du ký
- Nữ nhi quốc trong Kính Hoa Duyên
- Nữ nhi quốc trong Cô Nguyệt Hành
- Nữ nhi quốc trong Cúc Lĩnh Phong Tao

## Trong truyền thuyết
- Vương quốc Amazons
- Vương quốc Puuma

## Trong phim ảnh
- Nhân gian truyền kỳ: Kính Hoa Duyên chi Nữ Nhi Quốc (1975)
- Mỹ Nhân Quốc (1981)
- Thần cơ diệu toán Lưu Bá Ôn (2007)
- Loạt phim chuyển thể từ tiểu thuyết Tây Du Ký của Ngô Thừa Ân
  - Tây Du Ký (1986)
  - Tây Du Ký (2010)
  - Tây Du Ký 3: Nữ Nhi Quốc (2018)

## Trong manga và anime
Trong bộ truyện One Piece nổi tiếng của Nhật Bản, có một hòn đảo tên Amazon Lily, còn gọi là Đảo Phụ Nữ (女兒島 hoặc 女ヶ島), là nơi chỉ có phụ nữ sống, là nhà của Kuja (九蛇), một chủng tộc nữ chiến binh nằm trong tổng cộng hơn hai mươi chủng tộc của bộ manga. Họ xây dựng một đế quốc riêng trên hòn đảo với Boa Hancock là nữ hoàng trị vì.